# Walter Scharnweber
Walter Scharnweber (* 1910 in Hamburg, Deutschland; † 1975 in Melbourne, Australien) war ein deutscher Gebrauchsgrafiker und Illustrator für Kinderbücher. Er ist bekannt für die Gestaltung der deutschen Erstausgabe der Pippi Langstrumpf- und Kalle Blomquist-Bücher von Astrid Lindgren.

## Leben und Karriere
Walter Scharnweber wurde 1910 in Hamburg geboren. Er arbeitete zunächst als Gebrauchsgrafiker und war befreundet mit dem Verleger Friedrich Oetinger. Mit diesem saß er in einer Bürogemeinschaft im Hamburger Pressehaus. So hatte Scharnweber sein Atelier gleich neben dem Verlagsgebäude des Oetinger Verlag. Scharnweber teilte Oetinger mit, dass er gerne die Pippi-Langstrumpf-Bücher illustrieren wollte. Da Oetinger die schwedischen Illustrationen von Ingrid Vang Nyman zu comichaft waren, willigte dieser ein. So illustrierte Scharnweber die deutschen Erstausgaben der drei Pippi Langstrumpf-Romane und der drei Kalle Blomquist-Romane. 1956 wanderte er nach Australien aus. Dort war er weiterhin künstlerisch tätig. 1975 starb er in Melbourne. Auch nach seinem Tod wurden die Ausgaben der Astrid Lindgren Bücher mit seinen Illustrationen immer wieder neu aufgelegt. Außerdem wurden einige seiner Illustrationen für die Cover von Astrid Lindgren-Hörspielen genutzt.

## Werke (Auswahl)
- Herbert Lestiboudois: Chronik Eines Ländlichen Lebens. Notizen, Streiflichter, Kommentare., Hamburg 1947
- Alfred Müller-Armack: Wirtschaftslenkung und Marktwirtschaft, Hamburg 1948 (Einbandzeichnung)
- Upton Sinclair: Das Fliessband, Hamburg 1948, ins Deutsche übertragen von Heinz Jens
- Astrid Lindgren: Pippi Langstrumpf, Hamburg 1949, ins Deutsche übertragen von Cäcilie Heinig
- Dr. Erich Arndt u. a.: Wohnungsbau und städtische Bodenreform, Hamburg 1950
- Astrid Lindgren: Pippi Langstrumpf geht an Bord, Hamburg 1950, ins Deutsche übertragen von Cäcilie Heinig
- Astrid Lindgren: Meisterdetektiv Blomquist, Hamburg 1950, ins Deutsche übertragen von Cäcilie Heinig
- Astrid Lindgren: Pippi in Taka-Tuka-Land, Hamburg 1951, ins Deutsche übertragen von Cäcilie Heinig
- Astrid Lindgren: Kalle Blomquist lebt gefährlich, Hamburg 1951, ins Deutsche übertragen von Karl Kurt Peters
- Rolf Italiaander: Himmel ohne Grenzen, Hamburg 1952
- Astrid Lindgren: Kalle Blomquist, Eva-Lotta und Rasmus, Hamburg 1954, ins Deutsche übertragen von Karl Kurt Peters